# Acacia imitans
Acacia imitans är en ärtväxtart som beskrevs av Bruce R. Maslin. Acacia imitans ingår i släktet akacior, och familjen ärtväxter. Inga underarter finns listade i Catalogue of Life.